# Las Palmas de Gran Canaria
Las Palmas de Gran Canaria neboli zkráceně Las Palmas je největší město španělského autonomního společenství Kanárské ostrovy, jedno z jeho dvou hlavních měst (vedle Santa Cruz de Tenerife) a současně i metropole provincie Las Palmas a ostrova Gran Canaria. Žije zde přibližně 380 tisíc obyvatel.
18 kilometrů od města se nachází letiště Gran Canaria.

## Partnerská města
- Garachico, Španělsko (1998)
- Gdaňsk, Polsko (2011)
- Janov, Itálie (2011)
- Martinsicuro, Itálie (2010)
- Nuadhibú, Mauritánie (1986)
- Praia, Kapverdy (2009)
- San Antonio, Spojené státy americké (1975)
- Sia-men, Čína (2009)
- Vigo, Španělsko (2011)